# محافظة كاتانغا العليا
كاتانغا العليا (بالفرنسية: Haut-Katanga)‏ هي واحدة من 21 محافظة جديدة في جمهورية الكونغو الديمقراطية أُنشأت في التقسيم الإداري لعام 2015 . كانت مقاطعات كاتانغا العليا، ولومامي العليا، ولوالابا [الإنجليزية]، وتنجانيقا [الإنجليزية] لإعادة تقسيم مقاطعة كاتانغا السابقة. شُكلت كاتانغا العليا من منطقة أوت كاتانغا [الإنجليزية] ومدينتي ليكاسي ولوبومباشي الخاضعتين للإدارة المستقلة. احتفظت لوبومباشي بمكانتها كعاصمة إقليمية.
تتوافق أراضي المحافظة الجديدة مع منطقة كاتانغا الشرقية التاريخية التي كانت موجودة في الفترة المبكرة بعد الاستقلال بين عامي 1963 و 1966.

## الأقاليم
أراضيها الحالية هي:
- كاسنغا
- كيبوشي [الإنجليزية]
- متوابا [الإنجليزية]
- بويتو [الإنجليزية]
- سكنيا [الإنجليزية]

### التناسب التقريبي بين المحافظة التاريخية والحالية
| الكونغو البلجيكية | الكونغو البلجيكية | الكونغو البلجيكية | الكونغو البلجيكية | جمهورية الكونغو     | جمهورية الكونغو  | الزائير          | الزائير       | جمهورية الكونغو الديموقراطية | جمهورية الكونغو الديموقراطية |
| 1908              | 1919              | 1932              | 1947              | 1963                | 1966             | 1971             | 1988          | 1997                         | 2015                         |
| 22 مقاطعة         | 4 محافظات         | 6 محافظات         | 6 محافظات         | 21 محافظة + العاصمة | 8 محافظات+ عاصمة | 8 محافظات+ عاصمة | 11 محافظة     | 11 محافظة                    | 26 محافظة                    |
| ----------------- | ----------------- | ----------------- | ----------------- | ------------------- | ---------------- | ---------------- | ------------- | ---------------------------- | ---------------------------- |
| تنجانيكا مويرو    | كاتانغا           | إليزابيثفيل       | كاتانغا           | نورد كاتانغا        | كاتانغا          | شابا             | شابا          | كاتانغا                      | تنجانيقا                     |
| تنجانيكا مويرو    | كاتانغا           | إليزابيثفيل       | كاتانغا           | نورد كاتانغا        | كاتانغا          | شابا             | شابا          | كاتانغا                      | أوت لومامي                   |
| لولوا             | كاتانغا           | إليزابيثفيل       | كاتانغا           | لوالابا             | كاتانغا          | شابا             | شابا          | كاتانغا                      | لوالابا                      |
| أوت لوابولا       | كاتانغا           | إليزابيثفيل       | كاتانغا           | كاتانغا الشرقية     | كاتانغا          | شابا             | شابا          | كاتانغا                      | أوت كاتانغا                  |
| لومامي            | كاتانغا           | لوسامبو           | كاساي             | لومامي              | كاساي الشرقية    | كاساي الشرقية    | كاساي الشرقية | كاساي الشرقية                | لومامي                       |